# A Nicky, Ricky, Dicky és Dawn epizódjainak listája
Ez a lista a Nicky, Ricky, Dicky és Dawn című amerikai sorozat epizódjainak felsorolását tartalmazza.
A Nicky, Ricky, Dicky és Dawn (eredeti cím: Nicky, Ricky, Dicky & Dawn) egy amerikai televíziós szitkom a Nickelodeon gyártásában. Eredetileg csak 13 részre rendelték be 2014. március 13-án, de később megnőtt 20-ra. A sorozatot 2014. szeptember 13-án kezdték el adni. 2017. március 20-án a Nickelodeon berendelte a sorozat 4. évadát. Amerikában 2014. szeptember 13. és 2018. augusztus 22. között futott a Nickelodeonon. Magyarországon 2015. szeptember 21. és 2018. július 18. között futott szintén a Nickelodeonon. A sorozat főszereplői Brian Stepanek, Allison Munn, Aidan Gallagher, Casey Simpson, Mace Coronel, Lizzy Greene, Gabrielle Elyse és Kyla-Drew Simmons.

## Évados áttekintés
| Évad | Évad | Epizódok | Eredeti sugárzás     | Eredeti sugárzás    | Magyar sugárzás a -on | Magyar sugárzás a -on | Magyar sugárzás a -en | Magyar sugárzás a -en | Magyar sugárzás az -n | Magyar sugárzás az -n |
| Évad | Évad | Epizódok | Évadpremier          | Évadfinálé          | Évadpremier           | Évadfinálé            | Évadpremier           | Évadfinálé            | Évadpremier           | Évadfinálé            |
| ---- | ---- | -------- | -------------------- | ------------------- | --------------------- | --------------------- | --------------------- | --------------------- | --------------------- | --------------------- |
|      | 1    | 20       | 2014. szeptember 13. | 2015. március 24.   | 2015. szeptember 21.  | 2016. január 12.      | 2022. július 25.      | 2023. július 29.      | 2019. január 5.       | TBA                   |
|      | 2    | 25       | 2015. május 23.      | 2016. augusztus 6.  | 2016. május 2.        | 2017. február 6.      | 2022. augusztus 4.    | TBA                   | Nem került adásba     | Nem került adásba     |
|      | 3    | 24       | 2017. január 7.      | 2017. augusztus 5.  | 2017. május 8.        | 2018. január 9.       | 2022. szeptember 26.  | 2024. augusztus 3.    | Nem került adásba     | Nem került adásba     |
|      | 4    | 14       | 2018. január 6.      | 2018. augusztus 22. | 2018. április 23.     | 2018. július 18.      | 2022. október 11.     | 2022. október 20.     | Nem került adásba     | Nem került adásba     |

## Epizódok

### 1. évad (2014-2015)
| #   | Magyar cím                                | Hivatalos epizódcím                               | Rendezte          | Írta                                     | Magyar premier a -on | Magyar premier a -en | Magyar premier az -n | Hivatalos premier    |
| --- | ----------------------------------------- | ------------------------------------------------- | ----------------- | ---------------------------------------- | -------------------- | -------------------- | -------------------- | -------------------- |
| 1.  | Csapatmunka                               | Pilot                                             | Victor Gonzalez   | Matt Fleckenstein & Michael Feldman      | 2015. szeptember 21. | 2022. július 25.     | 2019. január 5.      | 2014. szeptember 13. |
| 2.  | Dawn elköltözik                           | Dawn Moves Out                                    | Jonathan Judge    | Sarah Jane Cunningham & Suzie V. Freeman | 2015. szeptember 24. | 2022. július 26.     | 2019. január 13.     | 2014. szeptember 20. |
| 3.  | Légy sportos!                             | Get Sporty-er!                                    | Jonathan Judge    | Douglas Lieblein                         | 2015. szeptember 23. | 2022. július 26.     | 2019. január 12.     | 2014. szeptember 27. |
| 4.  | Agymezők                                  | Field of Brains                                   | Eric Dean Seaton  | Natalie Barbrie &Tim Brenner             | 2015. szeptember 29. | 2022. július 28.     | 2019. január 26.     | 2014. október 4.     |
| 5.  | A buli pánik                              | Scaredy Dance                                     | Shannon Flynn     | Michael Feldman                          | 2015. október 5.     | 2022. október 31.    | TBA                  | 2014. október 18.    |
| 6.  | Távirányító csata                         | Remote Control Control                            | Victor Gonzalez   | Andrew Hill Newman                       | 2015. szeptember 25. | 2022. július 27.     | 2019. január 19.     | 2014. november 1.    |
| 7.  | A flamingó rejtélye                       | Poo Dunnit                                        | Eric Dean Seaton  | Douglas Lieblein                         | 2015. október 2.     | 2022. július 29.     | 2019. február 3.     | 2014. november 8.    |
| 8.  | Iker az ikernek nem vájja ki a szemét     | I Got Your Back                                   | Eric Dean Seaton  | Tesha Kondrat                            | 2015. október 1.     | 2022. július 29.     | 2019. február 2.     | 2014. november 15.   |
| 9.  | A Gary-Chip-Kicsi Elvis-Cuki Mancs sztori | The Sad Tail of Gary-Chip-Tiny-Elvis-Squishy-Paws | Eric Dean Seaton  | David DiPietro & Paul Ciancarelli        | 2015. szeptember 30. | 2022. július 28.     | 2019. január 27.     | 2014. november 22.   |
| 10. | A Télapó kis ikrei                        | Santa's Little Harpers                            | Shannon Flynn     | Tim Brenner & Natalie Barbrie            | 2015. december 24.   | 2022. december 22.   | TBA                  | 2014. november 29.   |
| 11. | Az Ikerapa                                | The Quadfather                                    | Victor Gonzalez   | David DiPietro &Paul Ciancarelli         | 2015. szeptember 22. | 2022. július 25.     | 2019. január 6.      | 2015. január 10.     |
| 12. | Az ikerpróba                              | The Quad-Test                                     | Eric Dean Seaton  | Michael Feldman &Matt Fleckenstein       | 2016. január 5.      | 2022. augusztus 2.   | TBA                  | 2015. január 24.     |
| 13. | A titok                                   | The Secret                                        | Robbie Countryman | Steven James Meyer & David L. Moses      | 2016. január 6.      | 2022. augusztus 2.   | TBA                  | 2015. január 31.     |
| 14. | Fogd a pénzt és fuss!                     | Take the Money and Run                            | Shannon Flynn     | Sarah Jane Cunningham & Suzie V. Freeman | 2015. október 6.     | 2022. augusztus 1.   | TBA                  | 2015. február 7.     |
| 15. | Valentin nap                              | Valentime's Day                                   | Eric Dean Seaton  | Douglas Lieblein & Angeline Olschewski   | 2016. január 8.      | 2022. augusztus 3.   | TBA                  | 2015. február 14.    |
| 16. | A három kismalac és Dawn                  | Piggy, Piggy, Piggy & Dawn                        | Trevor Krischner  | Matt Fleckenstein & Michael Feldman      | 2016. január 7.      | 2022. augusztus 3.   | TBA                  | 2015. február 28.    |
| 17. | Tánya bánja                               | Quad-Ventures in Babysitting                      | Victor Gonzalez   | Matt Fleckenstein                        | 2015. szeptember 28. | 2022. július 27.     | 2019. január 20.     | 2015. március 7.     |
| 18. | Doki és süti                              | M.D. Day                                          | Jonathan Judge    | Steven James Meyer & David L. Moses      | 2016. január 11.     | 2022. augusztus 4.   | TBA                  | 2015. március 14.    |
| 19. | Abrakadabra                               | Abraquadabra                                      | Eric Dean Seaton  | Sarah Jane Cunningham & Suzie V. Freeman | 2016. január 12.     | 2023. július 29.     | TBA                  | 2015. március 21.    |
| 20. | Családi vetélkedő                         | Family Matters                                    | Sean Mulcahy      | Andrew Hill Newman                       | 2016. január 4.      | 2022. augusztus 1.   | TBA                  | 2015. március 24.    |

### 2. évad (2015-2016)
| #   | Magyar cím                | Hivatalos epizódcím                | Rendezte           | Írta                                                     | Magyar premier a -on | Magyar premier a -en | Hivatalos premier  |
| --- | ------------------------- | ---------------------------------- | ------------------ | -------------------------------------------------------- | -------------------- | -------------------- | ------------------ |
| 1.  | A cukorrépa banda         | Wanted: The Sugar Beet Gang        | Eric Dean Seaton   | David DiPietro & Paul Ciancarelli                        | 2016. május 2.       | 2022. augusztus 4.   | 2015. május 23.    |
| 2.  | Semmi dezés!              | No Ifs, ands, or But-ers           | Trevor Kirschener  | Sarah Jane Cunningham & Suzie V. Freeman                 | 2016. május 4.       | 2022. augusztus 5.   | 2015. május 30.    |
| 3.  | Az élő városi legenda     | Urban Legend Outfitters            | Eric Dean Seaton   | Andrew Hill Newman                                       | 2016. május 3.       | 2022. augusztus 5.   | 2015. június 6.    |
| 4.  | Dawnnak minden megy       | Do-It-All Dawn                     | Trevor Kirschener  | Douglas Lieblein                                         | 2016. május 5.       | 2022. augusztus 8.   | 2015. június 13.   |
| 5.  | Egyke táborozás           | Unhappy Campers                    | Robbie Countryman  | Tim Brenner & Natalie Barbrie                            | 2016. május 6.       | 2022. augusztus 8.   | 2015. június 20.   |
| 6.  | A plázaikrek              | Mall in the Family                 | Shannon Flynn      | David .L. Moses & Steven James Meyer                     | 2016. május 10.      | 2022. augusztus 9.   | 2015. június 27.   |
| 7.  | A nagy találkozás         | I Want Candace                     | Eric Dean Seaton   | Michael Feldman                                          | 2016. május 12.      | 2022. augusztus 10.  | 2015. július 11.   |
| 8.  | A hiper ultra csuka       | Sweet Foot Rides                   | Jody Margolin Hahn | Matt Fleckenstein                                        | 2016. május 11.      | 2022. augusztus 10.  | 2015. július 18.   |
| 9.  | A szuper ikerosztag       | The Mighty Quad Squad              | Trevor Kirschner   | Gigi McCreery & Perry Rein                               | 2017. január 25.     | 2022. augusztus 11.  | 2015. július 25.   |
| 10. | Ikrek kontra Mellényesek  | Quaddy-Shack                       | Eric Dean Seaton   | Tim Brenner & Natalie Barbrie                            | 2017. január 31.     | 2022. augusztus 15.  | 2015. november 11. |
| 11. | Irány Hollywood!          | Go Hollywood                       | Jonathan Judge     | Michael Feldman & Matt Fleckenstein                      | 2017. január 23.     | TBA                  | 2015. november 25. |
| 12. | Zúzós szabályok           | Rock 'n' Rules                     | Marian Deaton      | Suzie V. Freeman & Sarah Jane Cunningham                 | 2017. január 26.     | 2022. augusztus 12.  | 2016. január 9.    |
| 13. | Balett szólóban           | Ballet and the Beasts              | Robbie Countryman  | Andrew Hill Newman                                       | 2017. január 30.     | 2022. augusztus 15.  | 2016. január 16.   |
| 14. | Aki átment a létra alatt  | She Blinded Him with Science (Bob) | David Kendall      | Amy Pittman                                              | 2017. január 24.     | 2022. október 31.    | 2016. január 23.   |
| 15. | Szavazz Harperre!         | Harpers for President              | Robbie Countryman  | Eric Goldberg & Peter Tibbals                            | 2016. május 9.       | 2022. augusztus 9.   | 2016. január 30.   |
| 16. | Nyálas kiút               | Doggy Door Afternoon               | Jody Margolin Hahn | Paul Ciancarelli                                         | 2017. január 27.     | 2022. augusztus 12.  | 2016. február 6.   |
| 17. | Szuper titkos hódolók     | Three Men and a Mae B.             | Eric Dean Seaton   | Douglas Danger Lieblein                                  | 2017. február 2.     | 2022. augusztus 16.  | 2016. február 13.  |
| 18. | Egy dühös iker naplója    | Diary of an Angry Quad             | Brian Stepanek     | Douglas Danger& Lieblein Natalie & Barbrie Tim Brenner   | 2017. február 9.     | 2022. augusztus 19.  | 2016. február 20.  |
| 19. | Ikerítélet                | Quad Court                         | David Kendall      | Douglas Danger Lieblein                                  | 2016. május 13.      | 2022. augusztus 11.  | 2016. február 27.  |
| 20. | Mozikrek                  | The Quad-Plex                      | Trevor Kirschner   | Steven James Meyer& David L. Moses                       | 2017. február 1.     | 2022. augusztus 16.  | 2016. március 5.   |
| 21. | A nagy pillanat           | Nicky, Ricky, Dicky & Sicky        | Trevor Kirschner   | Angeline Olschewski & Amy Pittman                        | 2017. február 8.     | 2022. augusztus 18.  | 2016. július 9.    |
| 22. | A vállalhatatlan küldetés | Mission: Un-Quaddable              | Michael Feldman    | Matt Fleckenstein & Michael Feldman                      | 2017. február 10.    | 2022. augusztus 19.  | 2016. július 16.   |
| 23. | Menők lépcsője            | A Brief Case of Popularity         | Robbie Countryman  | David Dipietro                                           | 2017. február 3.     | 2022. augusztus 17.  | 2016. július 23.   |
| 24. | Az új gyerek              | New Kid on the Block               | Marian Deaton      | Andrew Hill Newman & David L. Moses & Steven James Meyer | 2017. február 7.     | 2022. augusztus 18.  | 2016. július 30.   |
| 25. | A hazugság művészei       | The Tell-Tale Art                  | Jody Margolin Hahn | Sarah Jane Cunningham & Suzie V. Freeman                 | 2017. február 6.     | 2022. augusztus 17.  | 2016. augusztus 6. |

### 3. évad (2017)
| #   | Magyar cím                                 | Hivatalos epizódcím                   | Rendezte           | Írta                                 | Magyar premier a -on | Magyar premier a -en   | Hivatalos premier |
| --- | ------------------------------------------ | ------------------------------------- | ------------------ | ------------------------------------ | -------------------- | ---------------------- | ----------------- |
| 1.  | A Gourmet Arc                              | Quad with a Blog                      | Eric Dean Seaton   | Paul Ciancarelli & David Dipietro    | 2017. május 8.       | 2022. szeptember 26.   | 2017. január 7.   |
| 2.  | Ki nem iker?                               | Odd Quad Out                          | Robbie Countryman  | Amy Pittman                          | 2017. május 9.       | 2022. szeptember 26.   | 2017. január 14.  |
| 3.  | Való ikervilág                             | Keeping Up with the Quadashians       | Trevor Kirschner   | Douglas Danger Lieblein              | 2017. május 10.      | 2022. szeptember 27.   | 2017. január 21.  |
| 4.  | Tahoe-k kontra Harperek                    | The Great Mullet Caper                | Jody Margolin Hahn | Steven James Meyer & David L. Moses  | 2017. május 11.      | 2022. szeptember 27.   | 2017. január 28.  |
| 5.  | Bob és alvás                               | Quadsled                              | Trevor Kirschner   | Andrew Hill Newman                   | 2017. május 12.      | 2022. szeptember 28.   | 2017. február 4.  |
| 6.  | A kézfogó                                  | Ye Olde Hand Holde                    | Marian Deaton      | Patrice Asuncion & Nick Rossitto     | 2017. május 18.      | 2022. szeptember 29.   | 2017. február 11. |
| 7.  | A legrosszabb, ami történhet               | What’s the Worst That Quad Happen?    | Lynn McCracken     | Peter Dirksen & Jonathan Howard      | 2017. május 19.      | 2022. szeptember 30.   | 2017. március 18. |
| 8.  | Meghívtak vagy nem hívtak, ez itt a kérdés | To Be Invited or Not to Be            | Robbie Countryman  | Andrew Hill Newman                   | 2017. május 22.      | 2022. október 3.       | 2017. március 25. |
| 9.  | Ele-Funk a szobában                        | Ele-Funk in the Room                  | Eric Dean Seaton   | Natalie Barbrie                      | 2017. május 16.      | 2022. szeptember 29.   | 2017. április 8.  |
| 10. | A vérfarkasok éjszakája                    | Tween Wolf                            | Robbie Countryman  | Michael Feldman                      | 2017. május 17.      | 2024. augusztus 3.     | 2017. április 15. |
| 11. | Egy kis malac, röf, röf, röf...            | This Little Piggy Went to the Harpers | Jody Margolin Hahn | Jonathan Howard & Peter Dirksen      | 2017. május 15.      | 2022. szeptember 28.   | 2017. április 22. |
| 12. | A nagy Mae választó                        | I Want My Mae B. Back                 | Eric Dean Seaton   | Douglas Danger Lieblein              | 2017. november 6.    | 2022. szeptember 30.   | 2017. április 29  |
| 13. | Ricky nem veszi az adást                   | The Buffa-Lowdown                     | Trevor Kirschner   | Michael Feldman                      | 2017. november 9.    | 2022. október 4.       | 2017. május 6.    |
| 14. | A négyes legjobb nyara                     | The Quadshank Redemption              | Brian Stepanek     | Jeny Quine                           | 2017. november 17.   | 2022. október 7.       | 2017. május 13.   |
| 15. | Ajándék Ajándéknak                         | Not-So-Sweet Charity                  | Neel Keller        | Jonathan Howard & Peter Dirksen      | 2017. november 15.   | 2022. október 6.       | 2017. május 20.   |
| 16. | A négyes legjobb nyara                     | One Quadzy Summer                     | Lynn McCracken     | David L. Moses & Steven James Meyer  | 2017. november 16.   | 2022. október 6.       | 2017. június 3.   |
| 17. | Tanár kerestetik                           | Quad for Teacher                      | Angela Gomes       | Natalie Barbrie & Andrew Hill Newman | 2017. november 13.   | 2022. október 5.       | 2017. június 10.  |
| 18. | A "négyetlenség" napja                     | Quadpendence Day                      | Robbie Countryman  | Paul Ciancarelli & David Dipietro    | 2017. november 10.   | 2022. október 4.       | 2017. június 17.  |
| 19. | A négyek betonba öntése                    | Cementing the Quads' Legacy           | Marian Deaton      | Amy Pittmann                         | 2018. január 10.     | 2022. október 10.      | 2017. július 8.   |
| 20. | A 4-es iker fotó                           | #QUADGOALS                            | Brian Stepanek     | David DiPietro & Paul Cianarelli     | 2017. november 7.    | 2022. október 3.       | 2017. július 15.  |
| 21. | Űrkvadüsszeia                              | A Space Quadyssey                     | Jody Margolin Hahn | Gigi McCreery & Perry Rein           | 2017. november 14.   | 2022. október 5.       | 2017. július 22.  |
| 22. | YOCO                                       | YOCO                                  | Eric Dean Seaton   | Nick Rossito & Patricie Asuncion     | 2018. január 11.     | 2022. október 11.      | 2017. július 29.  |
| 23. | A négy a nagy varázsló                     | The Wonderful Wizard of Quads         | Trevor Kirschner   | Angeline Olschewski                  | 2018. január 8. / 9. | 2022. október 7. / 10. | 2017.augusztus 5. |

### 4. évad (2018)
| #   | Magyar cím                        | Hivatalos epizódcím             | Rendezte                             | Írta               | Magyar premier a -on | Magyar premier a -en | Hivatalos premier   |
| --- | --------------------------------- | ------------------------------- | ------------------------------------ | ------------------ | -------------------- | -------------------- | ------------------- |
| 1.  | Itt a suli, hol a suli?           | Dude, Where's My School?        | Douglas Danger Lieblein              | Eric Dean Seaton   | 2018. április 23.    | 2022. október 11.    | 2018. január 6.     |
| 2.  | Ki bulizik a végén?               | Wrestle-Mae-nia                 | Natalie Babrie                       | Robbie Countryman  | 2018. április 30.    | 2022. október 14.    | 2018. január 13.    |
| 3.  | Nicky, Ricky, Dicky, és BeyDawnce | Nicky, Ricky, Dicky & BeyDawncé | David DiPietro & Paul Ciancarelli    | Robbie Countryman  | 2018. április 24.    | 2022. október 12.    | 2018. január 20.    |
| 4.  | A népszerűség átka                | It's a Hard Knocks Life         | Andrew Hill Newman                   | Eric Dean Seaton   | 2018. április 25.    | 2022. október 12.    | 2018. január 27.    |
| 5.  | Szeretünk Squishy!                | Sympathy for the Squishy        | Steven James Meyer & David L. Moses  | Eric Dean Seaton   | 2018. április 26.    | 2022. október 13.    | 2018. február 3.    |
| 6.  | Harper-Ikrek Kft.                 | The Harper Quad-Jobbers         | Michael Feldman                      | Trevor Kirschner   | 2018. április 27.    | 2022. október 14.    | 2018. február 17.   |
| 7.  | A menő-e a nyerő?                 | Leader of the Stack             | Peter Dirksen & Jonathan Howard      | Jody Margolin Hahn | 2018. június 11.     | 2022. október 13.    | 2018. június 2.     |
| 8.  | Szerepcsere                       | Quad-dentity Crisis             | Amy Pittman                          | Robbie Countryman  | 2018. július 10.     | 2022. október 17.    | 2018. június 9.     |
| 9.  | Családi szellemeskedés            | Quadbusters                     | Nick Rossito & Patrice Asuncion      | Brian Stepanek     | 2018. július 11.     | 2022. október 17.    | 2018. június 23.    |
| 10. | Irány Párizs!                     | We'll Always Have Parasites     | Paul Ciancarelli & David DiPietro    | Trevor Kirschner   | 2018. július 12.     | 2022. október 18.    | 2018. június 30.    |
| 11. | Az Ausztrál cserediák             | Quadcodile Dundee               | Jonathan Howard & Peter Dirksen      | Trevor Kirschner   | 2018. július 13.     | 2022. október 18.    | 2018. július 14.    |
| 12. | Házi nyúlra nem lövünk            | House Crushing For Dummies      | Douglas Danger Lieblein              | Lynn McCracken     | 2018. július 16.     | 2022. október 19.    | 2018. július 28.    |
| 13. | Hárman egy ellen                  | Quadspiracy Theory              | Natalie Barbrie & Andrew Hill Newman | Siobhan Devine     | 2018. július 17.     | 2022. október 19.    | 2018. augusztus 4.  |
| 14. | Első és egyetlen                  | Lasties with Firsties           | Miachel Feldman                      | Michael Feldman    | 2018. július 18.     | 2022. október 20.    | 2018. augusztus 22. |